# Compactogerina
Compactogerina es un género de foraminífero planctónico de la familia Conoglobigerinidae, de la superfamilia Rotaliporoidea, del suborden Globigerinina y del orden Globigerinida. Su especie tipo es Globuligerina stellapolaris. Su rango cronoestratigráfico abarca desde el Titoniense (Jurásico superior) hasta el Berriasiense inferior (Cretácico inferior).

## Descripción
Compactogerina incluía especies con conchas trocoespiraladas y globigeriformes; sus cámaras eran subesféricas, creciendo en tamaño de forma rápida; su ombligo era pequeño y somero; su contorno era lobulado y su periferia redondeada; las suturas intercamerales eran radiales, e incididas a poco incididas; su abertura era umbilica-extraumbilical con forma de arco bajo y pracialmente bordeada por un labio; presentaban pared calcítica hialina y superficie desamente pustulada (pseudomurica), con pústulas fusionadas en pequeñas estrías generalmente paralelas.

## Discusión
Clasificaciones posteriores incluyen Compactogerina en la superfamilia Favuselloidea.

## Paleoecología
Compactogerina incluía especies con un modo de vida planctónico o meroplanctónico, de distribución latitudinal templada (hemisferio norte), y habitantes pelágicos de aguas superficiales (medio nerítico y epipelágico).

## Clasificación
Compactogerina incluye a la siguiente especie:
- Compactogerina stellapolaris †